# هانس می
هانس مِـی (انگلیسی: Hans May؛ ۱۱ ژوئیه ۱۸۸۶ – ۱ ژانویهٔ ۱۹۵۹) با نام اصلی یوهانس مایر (آلمانی: Johannes Mayer)، آهنگساز و موسیقی‌دان اهل اتریش بود. وی پس از استیلای نازیسم در اتریش به سبب تبار یهودی خود مجبور به ترک کشور و اقامت در انگلستان شد.

## گزیدهٔ فیلم‌شناسی
- هرگز رهایم مکن (۱۹۵۳)
- صخره برایتون (۱۹۴۷)
- وین، شهر موسیقی (۱۹۳۰)
- عشق ژان نی (۱۹۲۷)
- شهر یک هزار خوشی (۱۹۲۷)